# 緋崎伽瑪
緋崎伽瑪（日语：／ Hizaki Gamma */?）是Holostars所属的一位日語虚拟主播，於2022年3月30日出道。

## 人物概述
緋崎伽瑪是HolostarsUPROAR!!的成員。人物設定是漫畫家，角色設定為，一位邊畫畫邊跟黑社會打交道的派對咖漫畫家。原本覺得漫畫是最強的，但某天知道了其實會唱又會跳的偶像更厲害，所以決定向著更加強大的目標前進。
緋崎伽瑪的角色設計者為滝田ちひろ。
直播內容以遊戲、雜談、歌唱為主。對粉絲的稱呼為「Gamma小助手」。

## 活動歷史
2022年3月19日 Holostars在「Hololive SUPER EXPO 2022」上展出了新組合「UPROAR!!」的宣傳 PV 與等身大立牌，同步在官方推特上釋出四人的簡介資料。同年3月30日，緋崎伽瑪於YouTube上正式出道。
2022年8月8日，夏日服裝發布。同年11月22日，公布3D模型並进行直播。
2023年1月2日，正月服裝發布。
2024年7月17日，與COVER解除合約。同年8月31日，YouTube頻道與會員關閉。

## 解約事件
2024年7月19日COVER株式會社發布公告，「由於營運判斷難以繼續對緋崎伽瑪進行企業上的管理與支援，經由雙方討論後合意解約，YouTube頻道與會員於8月底關閉」。這是繼2020年7月28日月下薰後，再次有成員與holostar解除合約。之後營運替伽瑪代發聲明，表示自己「因個人自我管理不善，給同事、全社營運與粉絲們帶來困擾與不安，我感到非常抱歉」，「出道前開始就與我交流並支持我的各位，我將永遠記住大家的心意。」此後緋崎伽瑪的YouTube頻道雖保留，但頻道內所有影片及直播、社群內容皆全數刪除，已無法再觀看，僅於頻道簡介留下字樣。

## 參與活動

### holostar 全體直播
- HOLOSTARS 5th Anniversary Live -Movin’ On!-（日语：HOLOSTARS 5th Anniversary Live -Movin’ On!-）（2023年6月8日）[18][19]

### holostar UPROAR!! 直播
- holostar UPROAR!! 一周年紀念 Live（2023年3月31日）[20][21]

### 其他活動
- Jump UPROAR!!（ジャンプアップロー‼）[22][23][24]

## 音樂作品

### 發行作品
|      | 發布日期       | 樂曲名稱                 | 數位媒體規格產品編號 | 備註          |
| ---- | -------------- | ------------------------ | -------------------- | ------------- |
| 單曲 |                |                          |                      |               |
| 1    | 2023年04月01日 | ハイパーパリピラプソディ | CVRD-276             | [ 25 ] [ 26 ] |

## 外部連結
- 緋崎伽瑪在hololive的官方主頁 （页面存档备份，存于） （日語）
- YouTube上的頻道 （日語）
- 緋崎伽瑪的X（前Twitter） （日語）